# Lavička Ferdinanda Vaňka
Lavička Ferdinanda Vaňka je umělecký objekt umístěný ve veřejném prostoru před budovou Národní technické knihovny (NTK) ve vysokoškolském kampusu Dejvice na Praze 6. Umělecký objekt vybrala (v roce 2016 v rámci vypsané výtvarné soutěže z 22 došlých návrhů) porota složená ze zástupců městské části Praha 6 a z odborníků. Lavička, vzniklá jako pocta Václavu Havlovi, byla slavnostně odhalena dne 18. prosince 2017, přesně šest let po jeho smrti. Umístění Lavičky Ferdinanda Vaňka na území Prahy 6 bylo motivováno tím, že Václav Havel na sklonku života v této městské části žil a je jejím čestným občanem.

## Popis
Funkční ocelová lavička má podobu vodorovného na plocho uloženého prkna podepřeného pouze na jedné straně malým pivovarnickým sudem (ten slouží jako podstava lavičky a její jediné spojení se zemí).
Lavička pochází z dílny dvojice architektů Ley Dostálové a Petra Pištěka a její sedací plocha má délku 1989 milimetrů, což symbolicky odkazuje na zlomový rok českých dějin. Prkno i sud mají výraznou červenou barvu, která symbolizuje totalitní režim. Lavička je pojmenovaná po fiktivní postavě Ferdinandu Vaňkovi – alter egu spisovatele a bývalého prezidenta ČR Václava Havla. Na boku prkna je písmem z psacího stroje vyveden citát z divadelní hry Václava Havla Audience:
Já se přece z principu nemůžu podílet na praxi, s kterou nesouhlasím.
Ferdinand Vaněk, Divadelní hra "Audience", 

## Náklady
Výroba a licence tohoto uměleckého objektu přišly (podle údajů radnice Prahy 6) na 500 tisíc korun. Do této částky je zahrnuta cenu za vítězství v soutěži, honorář autorů, výkresová a realizační dokumentace včetně statického posudku a vlastní výroba uměleckého díla. Instalace Lavičky Ferdinanda Vaňka do země stála pak dalších 350 tisíc korun. Do této částky je zahrnuto osazení, patřičné zakotvení v zemi a vyříznutí a navrácení čtverce betonového parteru, na němž je objekt umístěn.